# Joseph Turmel
Joseph Turmel (* 13. Dezember 1859 in Rennes; † 5. Februar 1943 ebenda) war ein französischer Modernist und Historiker für Dogmatik.

## Studium und Priesterweihe
Von 1876 bis 1880 studierte er am Grand Séminair des Erzbistums Rennes Philosophie und Theologie, hiernach setzte er bis 1882 sein Studium an der Theologischen Fakultät der Universität Angers (heute: Université Catholique de l’Ouest) fort. Er empfing am 3. Juni 1882 die Priesterweihe und übernahm im selben Jahr am Grand Séminair in Rennes eine Lehrtätigkeit als Professor der Dogmatik.

## Suspendierung
Seine liberalen Ansichten über die alttestamentale Exegese führte zur Suspendierung, ihm wurde daraufhin 1893 die Stelle eines Hauskaplans in einem Schwesternkonvent (Rennes) zugewiesen, dieses Amt bekleidete er bis 1930. In diesen Jahren, in denen er zurückgezogen lebte, arbeitete er wissenschaftlich als Dogmatikhistoriker und entwickelte sich zu einem Fachkenner in der Patristik.

## Modernist und Exkommunikation
In den Zeiten des Modernismus gehörte Turmel zu den bemerkenswertesten Personen, schon 1886 habe er, nach eigenen Angaben, den katholischen Glauben verloren, wollte aber in der Katholischen Kirche bleiben. Er begann, teils unter seinem Namen aber auch unter einem anonymen Namen (z. B. Henri Delafosse), mit der Verfassung und Veröffentlichung von Artikeln. Zwei von ihm, gegen die trinitarischen und marianischen Dogmen verfassten Artikel (Le dogme de la Trinité dans les trois premiers siècles und La Sainte Vierge dans l’histoire) versuchte man ihm zuzuordnen, welches jedoch misslang. 1910 leistete er den Antimodernisteneid. Das Untersuchungsverfahren wurde 1928 erneut eingeleitet und führte schließlich am 6. November 1930 zur Exkommunikation.

## Werke (Auswahl)
Als bekannter Weggefährte und Freund stand ihm bis kurz vor seiner Exkommunikation Alfred Loisy zur Seite, in dessen Zeitschriften Revue d’histoire et de littérature religieuses und Revue de l’histoire des religions arbeitete Turmel viele Jahre als Mitarbeiter und Publizist. In seinen Werken und Schriften, welche er mit 14 Pseudonymen herausgab, vertrat er einen extrem kritischen Standpunkt.
- Histoire du dogme et du péché originel, Paris 1900; Histoire de la théologie positive, 2 Bde., Paris 1904–06;
- Le dogme de la Trinité dans les trois premiers siècles, Paris 1907 (erschienen unter dem Ps. Antoine Dupin);
- La Sainte Vierge dans l’histoire, Paris 1908 (erschienen unter dem Ps. Guillaume Herzog);
- Histoire du dogme de la papauté, Paris 1908;
- Les écrits de Saint-Paul … avec introduction et notes par Henri Delafosse, 4 Bde., Paris 1926–1928;
- Histoire du diable, Paris 1931; Histoire des dogmes, 6 Bde., Paris 1931–1936;
- Comment j’ai donné congé aux dogmes, Herblay 1935 (1. Teil seiner Autobiografie);
- Comment l’Église romaine m’a donné congé, Herblay 1937 (2. Teil seiner Autobiografie).